# Amtmann

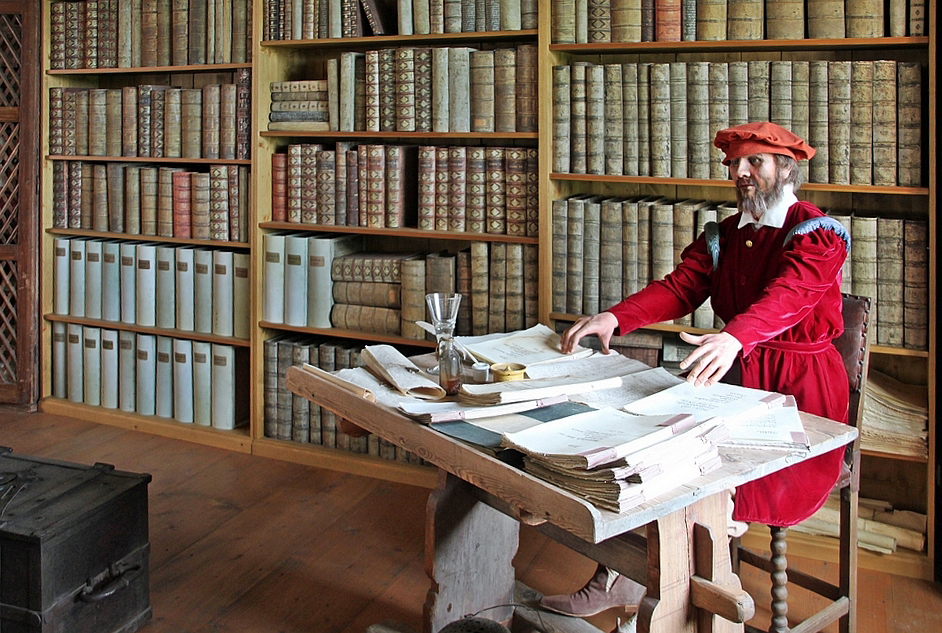
Un Amtmann à son bureau, reconstitution au.

Un Amtmann (néerlandais Ambtman, suisse Ammann, lat. Iudex) est le nom médiéval d'un administrateur des forêts.
Au Moyen Âge, le domaine d'un roi ou d'un prince était géré par un fonctionnaire. L' Amtmann supervisait l'entretien de la forêt, la coupe et la transformation du bois, la collecte du bail forestier et dirigeait le personnel travaillant dans la forêt (forestarii).
Dans le duché de Gueldre, un ambtman était un grand administrateur d'une région au nom du duc. Le poste était comparable à celui d'un maire ou à un grade supérieur à celui de schout ou bailli. La fonction était souvent héréditaire et pouvait également être vendue.